# Saint-Martin-de-la-Mer
Saint-Martin-de-la-Mer település Franciaországban, Côte-d’Or megyében. Lakosainak száma 279 fő (2022. január 1.). Saint-Martin-de-la-Mer Saulieu, Blanot, Champeau-en-Morvan, Liernais és Alligny-en-Morvan községekkel határos.

## Népesség
A település népessége az elmúlt években az alábbi módon változott:
| Lakosok száma | 357  | 294  | 288  | 280  | 305  | 300  | 296  | 300  | 303  | 279  |
|               | 1968 | 1982 | 1990 | 2006 | 2013 | 2015 | 2017 | 2019 | 2020 | 2022 |